# 仙台セントラルホール
仙台セントラルホール（せんだいセントラルホール）は、かつて宮城県仙台市青葉区中央2丁目にあった映画館。ライブや寄席などの会場としても使用されていた。

## 運営
公式サイトの副題に「杜の都・仙台の街なか映画館」とある ように、仙台市都心部の中央通りクリスロードと東三番丁との角地に建つ「桜井薬局ビル」の3階にあった。定員154人。
当初は封切館であったが、後半はミニシアター向きの作品を多く上映していた。不定期に俳優などを招いての舞台挨拶や、「魅知国（みちのく）仙台寄席」と称する落語会、お笑い集団ティーライズによるお笑いライブ、音楽ライブなどの各種イベントも行っていた。閉館した2018年時点では、仙台唯一の地元資本の映画館であった。

## 沿革
1979年（昭和54年）に新築されたビル内に同年12月15日（土）、日乃出興業株式会社が運営する「日乃出セントラル劇場」として開館した。同社は、市内中央1丁目に日乃出興業ビル（通称「日乃出会館」。現・GSビル）を所有する不動産会社であり、日乃出会館内に映画館4館（後に三和興行へ移管）を運営していた。同社の「日乃出」と付く映画館は合計4館 となったため、当館は「セントラル劇場」「セントラル」などと省略されて呼ばれた。
ユナイテッド・インターナショナル・ピクチャーズ (UIP) 専門の封切館として経営を成り立たせた。当館最大のヒットは『シンドラーのリスト』（1994年）で、同年の来館者は10万人を超えた。
2002年（平成14年）6月8日をもって休館した（休館時の最終上映作は『アザーズ』）。これは、シネマコンプレックスの進出で来館者が減少し、日乃出興業ビルからの三和興行の撤退も本体の経営に影響を与えたためとされる。
同年7月6日、仙台教映社に経営が譲られ「仙台セントラル劇場」として再開館した。その後、新たに設立された合同会社仙台セントラル劇場に経営権が移った。
2007年（平成19年）8月、ビルを所有している桜井薬局との命名権契約により「桜井薬局セントラルホール」へと改称した。同年12月末を以ってユナイテッド・インターナショナル・ピクチャーズ・ファー・イースト（UIP日本支社）が解散したのを機に、ミニシアター（単館）系に上映形態を変えた。
2010年（平成22年）6月より、落語芸術協会主催の「魅知国（みちのく）仙台寄席」が月1回のペースで開催されるようになった。
2011年（平成23年）2月3日、平成22年度地域商業活性化事業（集客力向上促進事業・商店街における新事業展開支援事業）に、合同会社セントラル劇場が応募していた「映画館のデジタル化、商店街集客イベントの実施」が採択され、中小企業経営支援等対策費補助金（交付額：782万1800円）の交付が決定した。
同年3月11日、上映中に東北地方太平洋沖地震（東日本大震災）が発生した。観客は避難して全員無事であり、映写機も無事だったが、ビルが被災したため休館した。4月29日、上映を再開した。
2016年（平成28年）8月18日、合同会社仙台セントラル劇場が、平成27年度宮城県芸術選奨新人賞のメディア芸術部門を受賞した。
2017年（平成29年）9月2日、「仙台大道芸 第2回 まちくるカーニバル 2017」（9月2日-3日）において、当館にて大道芸の「まちくるパフォーマンス劇場」が開催された。
2018年（平成30年）2月1日、命名権契約満了により、「仙台セントラルホール」に改称された。4月1日から魅知国仙台寄席は一番町にある落語芸術協会仙台事務所長が所有するビルの2階に定席として移転。6月12日、同月末で閉館予定であると報道され、6月30日をもって閉館した。最終日に上映された作品は『文学賞殺人事件 大いなる助走』と『弥太郎笠』であった。最終年にあたる2017年の来館者は、年間1万人ほどであった。
2019年（平成31年）4月1日、仙台市のエドワード・エンターテインメント・グループの関連会社である身の丈イノベーションが154席の小劇場「誰も知らない劇場」として再スタートすることになった。

## 近年の主な上映作品
- あふれる熱い涙(1992年)
- SUPER FOLK SONG～ピアノが愛した女～(1992年)
- おこげ(1992年)
- ミッション:インポッシブル(1996年)
- ロスト・ワールド -ジュラシック・パーク2-(1997年)
- ピースメーカー(1998年)
- ナッシング・パーソナル(1998年)
- ディープ・インパクト(1998年)
- 鬼火(1998年)
- 北京のふたり(1998年)
- ぼくのバラ色の人生(1999年)
- ムトゥ 踊るマハラジャ(1999年)
- ミステリアス・ピカソ(1999年)　※1956年製作
- 姉妹どんぶり 抜かずに中で(2000年)　※吉行由実監督舞台挨拶
- オール・アバウト・マイ・マザー(2000年)
- ギャラクシー・クエスト(2001年)
- フリークスも人間も(2002年)
- PAIN/ペイン(2002年)
- フリークス(2002年)　※1932年製作・公開
- 火星のカノン(2003年)
- 刑務所の中(2003年)
- ラブ・アクチュアリー(2004年)
- 花と蛇(2004年)
- 東京原発(2004年)
- サンダーバード(2004年)
- ニワトリはハダシだ(2005年)
- ニライカナイからの手紙（2005年）
- リンダ リンダ リンダ（2005年）
- 日本以外全部沈没（2006年）
- 旅の贈りもの 0:00発（2006年）
- 紀子の食卓(2006年)
- ダーウィンの悪夢(2007年)
- ヒモのひろし　SEXマシーン卑猥な季節 (2007年)
- おじさん天国 (2007年)
- 神童(2007年)
- アヒルと鴨のコインロッカー（2007年）
- サイドカーに犬（2007年）
- ミリキタニの猫(2007年)
- 陸に上がった軍艦(2007年)
- ジプシー・キャラバン(2008年)
- 子猫の涙(2008年)
- ブラブラバンバン(2008年)
- ハーフェズ ペルシャの詩(2008年)
- 非現実の王国で　ヘンリー・ダーガーの謎(2008年)
- タクシデルミア(2008)年
- ぐるりのこと。（2008年）
- ジャージの二人(2008年)
- 真木栗ノ穴(2009年)
- 英国王給仕人に乾杯!(2009年)
- シリアの花嫁(2009年)
- 重力ピエロ（2009年）
- いのちの戦場 -アルジェリア1959-(2009年)
- ヒトリマケ(2009年)
- おとうと（2010年）
- 戦場でワルツを(2010年)
- あがた森魚ややデラックス(2010年)
- トルソ(2010年)
- 漫才ギャング(2011年)
- エクレール・お菓子放浪記(2011年)
- ムカデ人間(2011年)
- パレルモ・シューティング(2011年)
- ただいま　それぞれの居場所(2011年)
- 光のほうへ(2011年)
- エンディングノート (2011年)
- 明日泣く(2012年)
- 預言者(2012年)
- ル・アーヴルの靴みがき(2012年)
- ショージとタカオ(2012年)
- オレンジと太陽(2012年)
- この空の花 長岡花火物語(2012年)
- ムカデ人間2(2012年)
- かぞくのくに(2012年)
- 愛しきソナ(2012年)
- 津波のあとの時間割(2012年)
- ニーチェの馬(2012年)
- ニッポンの嘘 ～報道写真家 福島菊次郎90歳～(2012年)
- 孤独なツバメたち～デカセギの子どもに生まれて～(2012年)
- 壊された5つのカメラ(2012年)
- 石巻市立湊小学校避難所(2012年)
- 駄作の中にだけ俺がいる(2012年)
- イラン式料理本(2012年)
- イル・デーヴォ　-魔王と呼ばれた男- (2013年)
- プリンセス・カイウラニ(2013年)
- 先祖になる (2013年)
- 相馬看花　第一部　奪われた土地の記憶 (2013年)
- おだやかな日常(2013年)
- 生き抜く 南三陸町 人々の一年(2013年)
- 塀の中のジュリアス・シーザー(2013年)
- ニッポンの、みせものやさん(2013年)
- ももいろそらを (2013年)
- たとえば檸檬(2013年)
- ふたりのイームズ(2013年)
- ぼっちゃん(2013年)
- 三姉妹 雲南の子(2013年)
- 恋の渦(2013年)
- EDEN(2013年)
- 元気屋の戯言(2013年)
- いのちの林檎(2013年)
- 陸軍登戸研究所(2013年)
- 書くことの重さ 作家 佐藤泰志(2013年)
- もうひとりの息子(2014年)
- ほとりの朔子(2014年)
- 地球防衛未亡人(2014年)
- おじいちゃんの里帰り(2014年)
- チョコレートドーナツ(2014年)